# N36 (Togo)
Die N36 ist eine Fernstraße in Togo, die in Aného an der Ausfahrt der N4 beginnt und in Amegran gliedert sie sich wieder in die N4 ein. Die Fernstraße wird über Afanyagan geführt. Sie ist 55 Kilometer lang.